# Mis amigos de siempre
Mis amigos de siempre é uma telenovela argentina produzida pela Pol-ka Producciones e transmitida pela El Trece do dia 3 de dezembro de 2013 a 8 de agosto de 2014, estrelada por Nicolás Cabré, Gonzalo Heredia, Nicolás Vázquez, Calu Rivero, Agustina Cherri, Emilia Attias e Osvaldo Laport.

## Elenco
- Nicolás Cabré como Simón
- Gonzalo Heredia como Julián
- Nicolás Vázquez como Manuel
- Calu Rivero como Tania
- Agustina Cherri como Rocío
- Emilia Attias como Bárbara
- Osvaldo Laport como Cholo
- Federico Amador como Luciano
- Felipe Colombo como Fidel
- Benjamín Rojas como Maxi
- Manuela Pal como Leo
- Diego Pérez como Yayo
- Sebastián Almada como Queco
- German Tripel como Bomba
- Leticia Siciliani como Sol
- Valentina Godfrid como Mica
- Agustina Attias como Agustina
- Natalia Carabetta como Zoe
- Soledad Silveyra como Inés
- Claribel Medina como Andrea
- Victorio D´Alessandro como Guido
- Juana Viale como Delfina
- Belen Persello como Ruth
- Francisco Fernández de Rosa como Patricio
- Nicolás Mele como Germá
- Gustavo Conti como Fabiá
- Maia Dosoretz como Maia
- Miguel Jordan como Higilio
- Ana Moreno como Ana
- Leticia Brédice como Carolina
- Martin Seefeld como Oscar
- Jimena Riestra como Ilondra
- Maria Ibarreta como Thelma
- Sol Madrigal como Mara
- Nicolás Goldschmidt como Ezequiel
- Gastón Ricaud como Nico
- Michel Noher como Jose Maria
- Leonora Balcarce como Josefina
- Nicolás Pauls como Leon
- Anderson Ballesteros como Montoya
- Juan Palomino como Suarez
- Joaquín Flamini como Aquiles Suarez
- Juano Tabares como Ale (amigo de Aquiles)
- Florencia Raggi como Natalia
- Paolo Ragone como Bruno
- Esteban Perez como Mariano
- Daniela Lopilato como Bebu
- Javier De La Torre como Cato
- Sofia Elliot como Cecilia
- German Rodriguez

## Prêmios e indicações
- Premios Martín Fierro 2014
  - Melhor comédia[2]
  - Melhor ator de comédia (Nicolás Cabré)
  - Melhor ator de comédia (Osvaldo Laport)
  - Melhor atriz de comédia (Agustina Cherri)
  - Melhor atriz de comédia (Calu Rivero)
  - Melhor atriz de comédia (Soledad Silveyra)